# Reblingit
Reblingit – rzadki minerał znajdowany w północnej części kopalni Franklin w Ogdensburg w New Jersey. Został nazwany na cześć inżyniera Washingtona A. Roeblinga.

## Opis
Reblingit jest biały, kremowy lub szary. Tworzy zwarte guzowate masy o średnicy do 15 cm. Niektóre fragmenty reblingitu fluoryzują różowo-czerwono pod wpływem światła ultrafioletowego. Zazwyczaj występuje razem z hankokitem, andradytem, willemitem i małymi domieszkami prehnitu, ksonotlitu, datolitu, klinohedrytu, barytu i ganofyllitu. Masa molowa 1409,57 g/mol.
Po raz pierwszy został odkryty w 1897 roku na poziomie 1000 stóp w głąb kopalni Parker, a rok później na poziomie 800 stóp.

## Skład chemiczny[3]
- Wapń 17,06%
- Krzem 11,95%
- Wodór 0,72%
- Ołów 29,40%
- Siarka 4,55%
- Tlen 36,32%